# Microdebilissa furva
Microdebilissa furva är en skalbaggsart som först beskrevs av Carolus Holzschuh 1993.  Microdebilissa furva ingår i släktet Microdebilissa och familjen långhorningar. Inga underarter finns listade i Catalogue of Life.